# Enytus rufoapicalis
Enytus rufoapicalis là một loài tò vò trong họ Ichneumonidae.